# Acrobasis tumidulella
Acrobasis tumidulella is een vlinder uit de familie van de snuitmotten (Pyralidae). De wetenschappelijke naam van deze soort is voor het eerst voorgesteld als Cateremna tumidulella door Émile Louis Ragonot in een publicatie uit 1887.
De soort komt voor in de Verenigde Staten.